# Прово (река)
Прово (англ. Provo River) — река в округах Юта и Уосатч штата Юта, США; названа в честь торговца мехами Этьена Прово. Длина составляет около 110 км; площадь бассейна — 1743 км². Средний расход воды в 3 км от устья составляет около 6 м³/с .
Берёт начало в юго-западной части горного хребта Юинта в виде двух верховий: Норт-Форк и Саут-Форк. На северной оконечности долины Хебер река образует водохранилище Джорданель. Ниже, примерно в 26 км к северо-востоку от города Прово на реке имеется также водохранилище Дип-Крик, образованное после строительства одноимённой плотины в 1941 году. Впадает в озеро Юта в районе города Прово.